# Heinrich Gottfried Bauer (Rechtswissenschaftler, 1784)
Heinrich Gottfried Bauer (* 21. Mai 1784 in Leipzig; † 26. Januar 1829 ebenda) war ein deutscher Jurist und Hochschullehrer.

## Leben
Heinrich Gottfried Bauer war des gleichnamigen Juristen (1733–1811). Er besuchte in seiner Vaterstadt die Nikolaischule und studierte von 1802 bis 1805 Jura. 1811 wurde er zum Dr. jur. promoviert. An der Universität Leipzig hielt er zahlreiche Veranstaltungen zu allen juristischen Themen. 1820 wurde er Beisitzer der dortigen Juristenfakultät.
Er hat zahlreiche (lateinische) Schriften verfasst.